# مجلة جامعة الملك سعود (الآداب)
مجلة جامعة الملك سعود -الآداب-، هي إحدى المجلات العلمية المحكمة الصادرة عن جامعة الملك سعود، بالمملكة العربية السعودية.

## هدفها
فتح المجال أمام الباحثين لنشر إنتاجهم العلمي في جميع الموضوعات المتصلة بالعلوم الإنسانية.

## اهتماماتها الموضوعية
تنقسم المجالات التي تتفق مع سياسية المجلة في النشر إلى أنواع عدة هي:
- البحث: ويجب أن يكون من عمل المؤلف ويتعلق  بتخصصه ويجب أن يتميز بالجدة والابتكار.
- المقالة الاستعراضية: وتحتوي عرض نقدي لبحوث سبق عملها في مجال معين أو عُملت خلال فترة زمنية معينة.
- المنبر ( المنتدى):  ويشمل خطابات إلى المحرر، وملحوظات وورد، ونتائج أولية.
- البحث المختصر.
- نقد الكتب.[2]

## شروط النشر
- أن يقدم البحث مطبوعًا على ورق مقاس  A4>
- أن تقدم كل من: الجداول  واللوحات والصور وقائمة المراجع في صفحات مستقلة مع الإشارة إلى أماكن ظهورها في المتن.
- أن يكون ترقيم الصفحات بشكل متسلسل ويشمل الجداول والأشكال.
- إرفاق ملخصات باللغتين العربية والإنجليزية على ألا تزيد كلمات كل منها عن 200 كلمة للبحوث والمقالات الاستعراضية والبحوث المختصرة.
- وجوب استخدام اختصارات عناوين الدوريات العلمية كما ورد في THE WORLD LIST OF SGIENTIFC PERODICALS وعدم كتابة الكلمات كاملة، ويستخدم بدلاً عنه الاختصارات المقننة دوليًا.[3]

## وصلات خارجية
- مجلة كلية الآداب